# Маэлдуйн мак Коналл
Маэлдуйн мак Коналл (гэльск. Máel Dúin mac Conaill) — король гэльского королевства Дал Риада, правил с 673 по 689 год. Сын короля Коналла II.

## Биография
В 673 году, после смерти короля Домангарта II, Маэлдуйн и его брат Домналл II стали правителями Дал Риады. Их соперником был Ферхар II, потомок Лоарна. «Песнь скоттов» называет Маэлдуйна и Домналла королями Дал Риады и соправителями. «Анналы Ульстера» сообщают о смерти Маэлдуйна в 689 году, но не называют его титул. Возможно, братья были вождями клана Кенел Габран и владели лишь землями в Кинтайре.
После смерти Маэлдуйна Домналл II стал единоличным правителем Кинтайра.